# Lamprolopha melanephra
Lamprolopha melanephra là một loài bướm đêm trong họ Noctuidae.